# Aide de Camp (jeu vidéo)
Aide de Camp est un programme informatique de conception et de test de wargame, créé par Scott Hamilton et publié par HPS Simulations en 1993 sur IBM PC. Il permet à son utilisateur de concevoir ses propres wargames puis de les tester. Le programme n’inclut en revanche pas d’intelligence artificielle et ne permet donc pas de jouer seul contre l’ordinateur. A la place, il permet au joueur de sauvegarder ses coups, qu’il peut ensuite facilement transmettre à un autre joueur afin de jouer par e-mail. Le programme permet notamment de créer des cartes, divisées en cases hexagonales auxquelles il est possible d’associer différents types de terrains et d’objets, comme des villes ou des ressources. La carte peut également inclure des routes et des rivières. Le programme permet ensuite de créer les pions, représentant les unités, pour lesquels il est possible de définir l’apparence et les différentes caractéristiques. 
Une nouvelle version du programme, baptisée Aide de Camp 2, est publiée par HPS Simulations en 1998 sur PC. Celle-ci améliore notamment l’aspect graphique des jeux créés avec le programme tout en permettant à son utilisateur d’importer les wargames précédemment créés avec Aide de Camp,.